# Vnukovos internationella flygplats
Vnukovos internationella flygplats, formellt Vnukovo Andrej Tupolev International Airport (uppkallad efter Andrej Tupolev) (ryska: Внуково, IPA: [ˈvnukəvə]) (IATA: VKO, ICAO: UUWW) belägen i distriktet Vnukovo, 28 km sydväst om centrala Moskva i Ryssland. Vnukovo är en av de fyra stora flygplatserna som betjänar Moskva, tillsammans med Domodedovo, Sheremetyevo och Zjukovskij, och var den första internationella flygplatsen i Moskvaområdet. Den invigdes i juli 1941.
Under 2019 hanterade flygplatsen 24,01 miljoner passagerare, vilket motsvarar en ökning med 12 procent jämfört med föregående år. Vnukovo var den elfte mest trafikerade flygplatsen i Europa 2021, men hade en kraftig nedgång i trafiken och föll till 30:e plats 2022 som en följd av sanktioner efter den ryska invasionen av Ukraina.

## Historik
Vnukovo är Moskvas äldsta flygplats i drift. Den öppnades och användes för militära operationer under andra världskriget, men blev en civil anläggning efter kriget. Bygget godkändes av den sovjetiska regeringen 1937, eftersom den äldre Khodynka Aerodrome (belägen mycket närmare stadens centrum, men stängd på 1980-talet) blev överbelastad. Vnukovo byggdes av flera tusen interner i Likovlag, ett Gulag-koncentrationsläger som skapades speciellt för detta ändamål, och öppnades den 1 juli 1941.
Den 15 september 1956 gjorde jetplanet Tupolev Tu-104 sin första passagerarflygning från Moskva Vnukovo till Irkutsk via Omsk.
Den 4 november 1957 var ett plan med tjänstemän från rumänska arbetarpartiet, inklusive de mest framstående politikerna i det kommunistiska Rumänien (Gheorghe Gheorghiu-Dej, Chivu Stoica, Alexandru Moghioroș, Ştefan Voitec, Nicolae Ceauşescu, Leonte Răutu och Grigore Preoteasa) inblandade i en olycka på Vnukovo-flygplatsen. Preoteasa, som var utrikesminister vid den tidpunkten, dödades, liksom flygplanets besättning. Flera andra skadades allvarligt.
De första passagerarflygningarna med IL-18 (Moskva till Alma-Ata den 20 april 1956) och Tu-114 (Moskva till Khabarovsk den 24 april 1961) gjordes också från Vnukovo Airport. År 1980 byggdes Vnukovo ut på grund av de 22:a olympiska sommarspelen och 1993 blev Vnukovo flygplats ett aktiebolag.
Ett omfattande program för återuppbyggnad och strategisk utveckling inleddes på Vnukovo International i slutet av 2003, efter att den federala regeringen hade överfört kontrollen över flygplatsen till regeringen i Moskva.

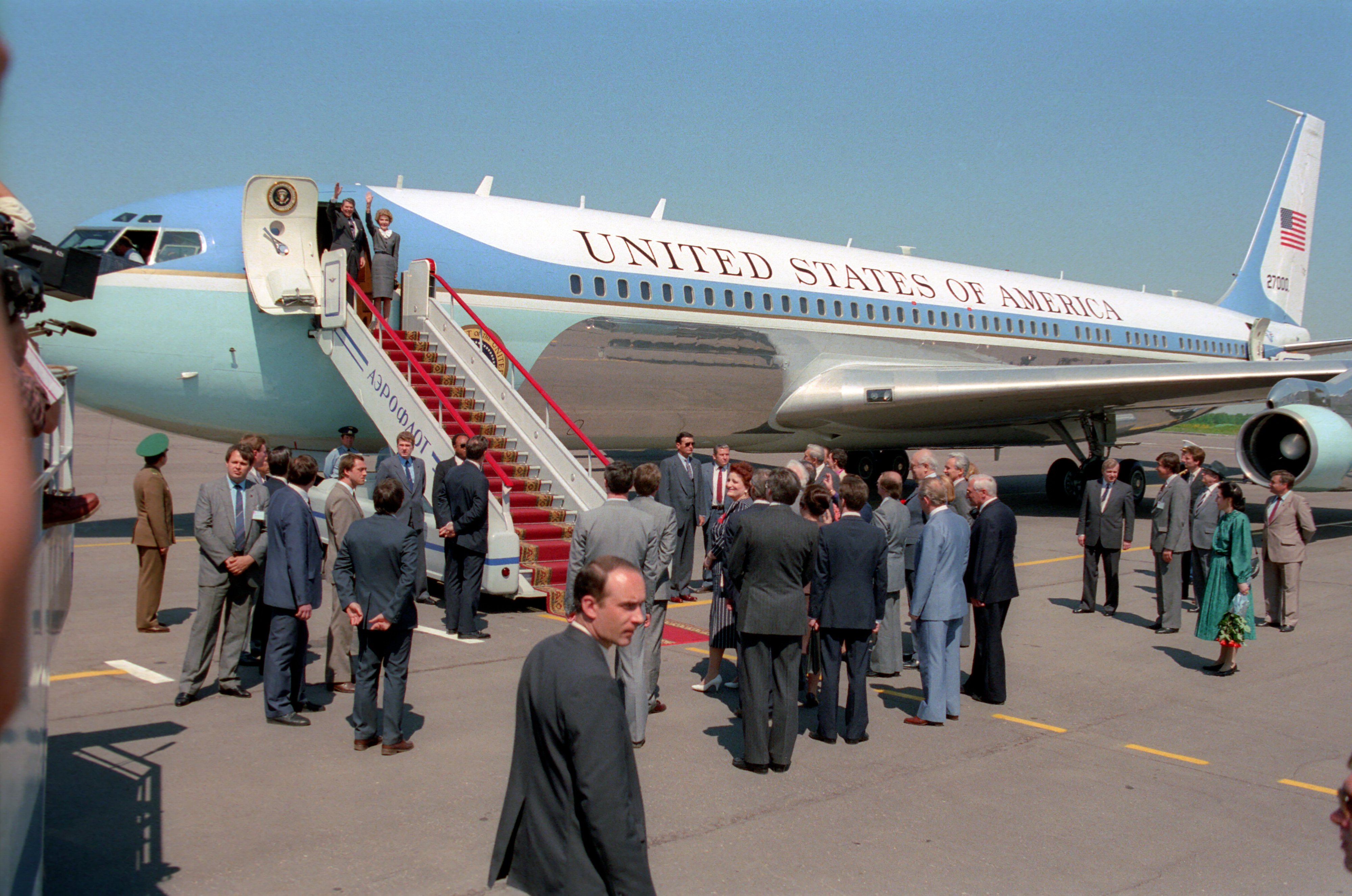
USA:s president Ronald Reagan på Vnukovo, 1988

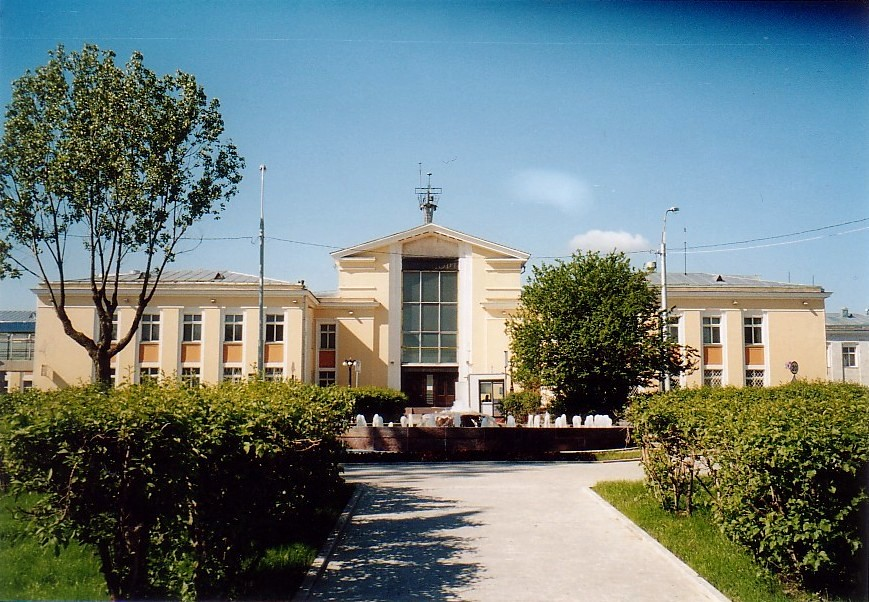
Gammal terminal (bild från 2000)

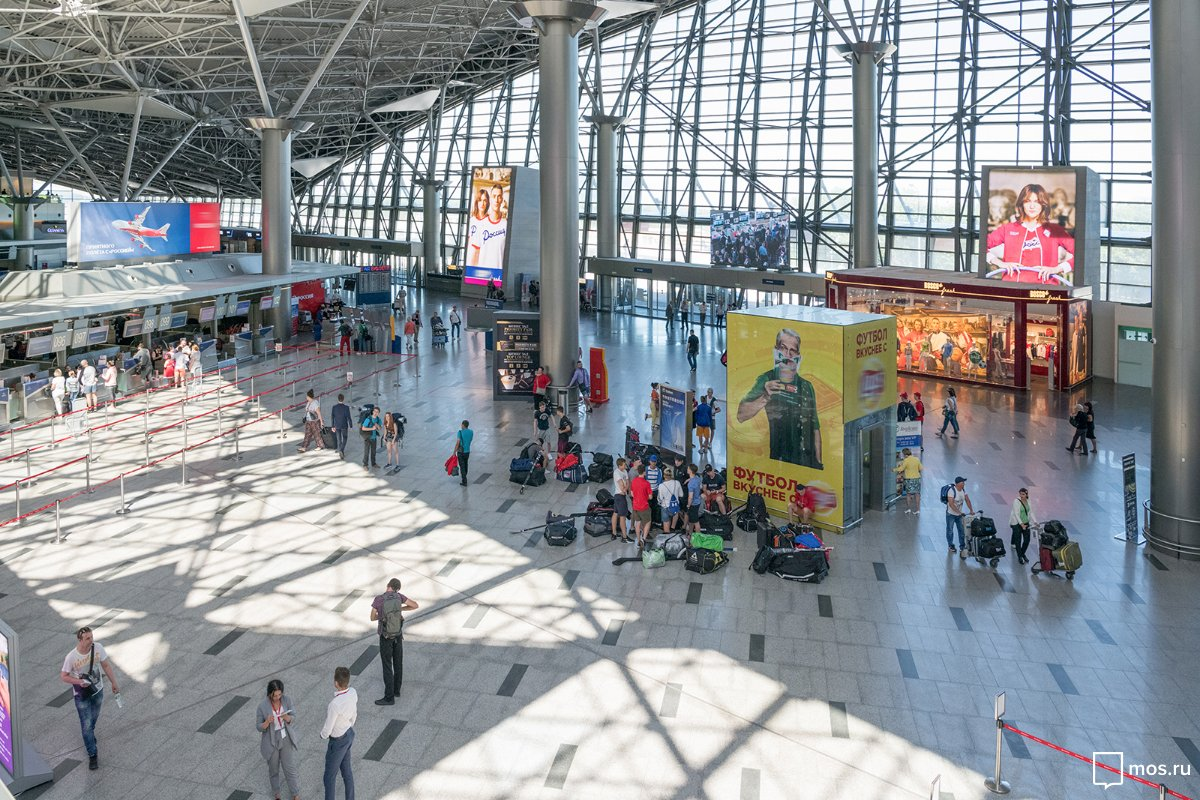
Terminal A

Som en del av den strategiska utvecklingsplanen för flygplatsen har följande projekt genomförts:
- April 2004: Den nya terminal B öppnades. Terminalens totala golvyta uppgår till 80 000 m2, vilket möjliggjorde en årlig passagerarkapacitet på fyra miljoner.
- Augusti 2005: Vnukovos Aeroexpress-tågförbindelse till Kiyevsky Rail Terminal öppnades.
- December 2010: Nya Terminal A öppnades.
- Sommaren 2016: Alla flyg som trafikerade terminal B flyttades till terminal A och terminal B stängdes.

Vnukovo är Europas mest trafikerade flygplats för internationella flygningar med större privatplan.
En ny internationell passagerarterminal A har en total golvyta på 250 000 m2 och en kapacitet på 7 800 passagerare per timme, vilket ger en total kapacitet på 18-20 miljoner passagerare årligen.Den öppnar många möjligheter för de anlitade flygbolagen att utöka och förbättra kvaliteten på dess kundservice på flygplatsen, och säkerställer införandet av service och komfort av internationell kvalitet överlag. Den äldsta av Vnukovos passagerarterminaler, från 1941, kommer att vara riven när den nya terminalen börjar byggas (rivningen påbörjades i november 2005). Den tidigare inrikesterminal 2, som byggdes i slutet av 1970-talet, var i drift tills den slutligen revs under den sista fasen av byggnationen och ersattes med den nya terminalen.

## Flygbolag och destinationer
Följande flygbolag har regelbundna reguljära flygningar och charterflygningar på Vnukovo Airport: 
| Flygbolag                   | Destinationer |
| --------------------------- | --- |
| Aero Nomad Airlines         | Bishkek, Osh |
| Air Dilijans                | Yerevan |
| Azerbaijan Airlines         | Baku |
| Azimuth                     | Batumi, Bukhara, Fergana, Ganja, Istanbul, Namangan, Pskov, Qarshi, Tashkent, Tbilisi, Termez, Urgench, Yerevan |
| Azur Air                    | Säsong charter: Antalya, Bodrum, Colombo-Bandaranaike, Hurghada, Pattaya, Phuket, Sharm El Sheikh, Yerevan |
| Belavia                     | Gomel, Minsk |
| Conviasa                    | Caracas, Havana |
| Fly Arna                    | Yerevan |
| Fly Baghdad                 | Baghdad |
| flydubai                    | Dubai–International |
| FlyOne                      | Yerevan |
| Gazpromavia                 | Bovanenkovo, Nadym, Novy Urengoy, Noyabrsk, Tyumen, Ufa, Yamburg, Yekaterinburg |
| Georgian Airways            | Batumi, Tbilisi |
| I-Fly                       | Saint Petersburg, Sochi, Yekaterinburg |
| Iraqi Airways               | Baghdad |
| Mahan Air                   | Tehran–Imam Khomeini |
| Meraj Airlines              | Tehran–Imam Khomeini |
| Nouvelair                   | Säsong: Monastir, Tunis |
| Pegasus Airlines            | Istanbul–Sabiha Gökçen Säsong: Ankara, Antalya, Bodrum, Dalaman, Gazipaşa, Izmir |
| Pobeda                      | Abu Dhabi, Antalya, Gorno-Altaysk, Gyumri, Istanbul, Istanbul–Sabiha Gökçen, Kaliningrad, Kurgan, Makhachkala, Mineralnye Vody, Novosibirsk, Perm, Petrozavodsk, Saint Petersburg, Samarqand, Saransk, Saratov, Sharm El Sheikh, Sochi, Surgut, Tashkent (börjar 3 april 2024), Tomsk, Tyumen, Ufa, Ulan-Ude, Ulyanovsk–Baratayevka, Volgograd, Yekaterinburg Säsong: Bodrum, Dalaman, Dubai–International, Gazipaşa |
| Qanot Sharq                 | Tashkent |
| Rossiya Airlines            | Saint Petersburg |
| RusLine                     | Tambov, Vorkuta, Yoshkar-Ola (suspended) |
| SCAT Airlines               | Aktau, Almaty, Astana, Shymkent |
| Shirak Avia                 | Yerevan |
| Syrian Air                  | Damascus |
| Tailwind Airlines           | Istanbul |
| Turkish Airlines            | Antalya, Istanbul Säsong: Bodrum, Dalaman |
| Utair                       | Baku, Bukhara, Dushanbe, Fergana, Grozny, Kaliningrad, Kazan, Khanty-Mansiysk, Kogalym, Krasnoyarsk–International, Kurgan, Magas, Makhachkala, Mineralnye Vody, Minsk, Murmansk, Nakhchivan, Naryan-Mar, Noyabrsk, Saint Petersburg, Samara, Samarqand, Sochi, Surgut, Syktyvkar, Tashkent, Tyumen, Ufa, Ukhta, Usinsk, Vladikavkaz, Yakutsk, Yerevan Säsong: Beloyarsky Säsong charter: Zanzibar                    |
| UVT Aero                    | Bugulma, Kazan, Tobolsk |
| Uzbekistan Airways          | Bukhara, Fergana, Namangan, Navoiy, Nukus, Qarshi, Samarqand, Tashkent, Termez, Urgench |
| Vologda Aviation Enterprise | Vologda |
| Yakutia Airlines            | Makhachkala, Mineralnye Vody, Neryungri, Novokuznetsk, Pevek, Sabetta, Sochi, Yakutsk |
| Yamal Airlines              | Tyumen |